# 1230
1230 (MCCXXX) je bilo navadno leto, ki se je po julijanskem koledarju začelo na torek.

## Evropa

### Rekonkvista
- Kralj Leóna Alfonz IX. osvoji Mérido in Bajadoz. Voditelj andaluzijskih muslimanov Ibn Hud poskuša zaustaviti napredovanje Leoncev, vendar je poražen. Po porazu ne tvega več odprtega boja, ostanki muslimanskih milic se razkrope v utrjena mesta, ki so prepuščena sama sebi.
- 24. junij - Kastiljski kralj Ferdinand III. začne z obleganjem utrdbe Jaén.
- 24. september - Napredovanje Leoncev zaustavi smrt kralja Alfonza IX. ↓
- → Njegov sin Ferdinand III. ob novici o očetovi smrti nemudoma preneha z obleganjem  Jaéna in se odpravi v León, kjer se krona za kastiljskega in leónskega kralja. S tem sta kraljevini Kastilija in Leon ponovno združeni, oziroma Leon priključen Kastiliji. Slednji je prav tako priključena titularna kraljevina Galicija. 1516 ↔

### Ostalo po Evropi
- 9. marec - Bitka pri Klokotnici: Bolgari pod vodstvom carja Ivana Asena II. odločujoče porazijo invazijsko vojsko Epirskega despotata, ki jo vodi Teodor Komnen Dukas. Še isto leto bolgarski car bolj s politično spretnostjo kot z vojsko vključi v Bolgarsko cesarstvo vsa ozemlja Epirskega despotata ob cesti Via Egnatia z izjemo najbolj gorate matice in Soluna.
  - V Solunu Teodorja nasledi brat Manuel Komnen Dukas, v Epiru nečak Mihael II. Komnen Dukas.
- 17. marec - Bremenski nadškof Gerhard II. izobči vse uporne koloniste močvirnate regije Stedingen, ker ne priznavajo njegove nadoblasti. Proti njim napove križarsko vojno, potem se odpravi v Rim, kjer dobi še blagoslov papeža. 1233 ↔
- 2. maj - Obešen je kambronormanski grof William de Braose, ki je bil zadnje leto v valižanskem ujetništvu. Obesiti ga da valižanski kralj Gwynedda Llywelyn Veliki. Razlog je ljubimkanje z Llywelynovo soprogo Ivano Angleško.
- 3. maj - Invazija Angležev pod vodstvom Henrika III. na Francijo. Vojska se od Bretanije brez boja pomakne v varno Gaskonjo.
- 16. maj - Sporazum iz Krušvice: mazovijski vojvoda Konrad I. formalizira sporazum s Križniki o predaji pokrajine dežele Chełmno (nem. Kulmerland). Hkrati jim vojvoda prizna neodvisnost in pravico do priljučitve osvojenih pruskih ozemelj.
- 20. julij - Sporazum iz San Germana: rimsko-nemški cesar Friderik II. in papež Gregor IX. skleneta mirovni sporazum. Friderik umakne vojsko s papeškega ozemlja in preda Cerkvi nekaj posesti na Sicliliji.
- 28. julij - Umrlega avstrijskega vojvodo Leopolda VI. nasledi sin Friderik II., oba iz hiše Babenberžanov.
- 28. avgust - Papež Gregor IX. prekliče izobčenje cesarja Friderika II.
- 9. september - Umrlega nadškofa Mainza Sigfrida II. Eppsteinskega nasledi (nečak) Sigfrid III. Eppsteinski.
- 15. december - Umrlega češkega kralja Otokarja I. nasledi sin Venčeslav I., oba iz hiše Pšemisl.[1]
- Köln pridobi mestne pravice.
- Nemški pesnik, minezenger Freidank dokonča aforistično pesnitev »Skromnost« (Bescheidenheit).
- Verjeten čas nastanka pesniške kompilacije Carmina Burana.
- Francoski pesnik Guillaume de Lorris napiše viteško pesnitev Roman o roži (Roman de la Rose). 45 let kasneje pesnitev bistveno bolj razširi pesnik Jean de Meun. 1275 ↔
- Sveto pismo se začne izdajati tudi v žepnem formatu.
- Angleški astronom Janez iz Holywooda (Johannes de Sacrobosco) spiše delo O sferi (De sphaera mundi), v katerem argumentira, da je Zemlja okrogla, npr. iz opazovanja oddaljajoče se ladje. Njegovo delo je bilo splošno sprejeto na evropskih univerzah.

### Azija

#### Začetek mongolskih osvajanj pod Ögedejem
- Ögedej pošlje v osrednjo Azijo (bivši Karakitaj in Horezmijo) mongolsko vojsko pod vodstvom generala Čormagana, ki brez odpora ponovno okupira dežele. Te je sicer osvojil že Džingiskan, a so jih njegovi dediči ob vprašanju nasledstva pustili ob strani. 1231 ↔
- Poboj mongolski odposlancev, ki jih je veliki kan Ögedej pooblastil za pogajanja s cesarstvom Jin, vodi v novo neenako vojno  med Mongoli in Džurčeni. ↓
- → Konec tega leta Džurčeni na prelazih v severno Kitajsko zaustavijo prvi napad Mongolov. 1231 ↔

#### Ostalo
- 10. avgust - Bitka pri Yassıçemenu: koalicija seldžuškega Sultanata Rum (Kejkubad I.) in Ajubidov (Al-Ašraf) odločujoče porazi horezmijsko vojsko šaha Džalal ad-Dina.
- november - Delgijski sultan Iltutmiš izvede invazijo na Bengalijo in premaga bengalske mameluke.
- S smrtjo vzhodnobengalskega hindujskega radže Kešaba iz dinastije Sena prevzame oblast dinastija Deva, zadnja samostojna hindujska dinastija v Bengaliji, ki se še ni uklonila oblasti muslimanskih guridskih mamelukov.

### Južna Amerika
- Začetek vladanja drugega inkovskega kralja (Sapa Inka) Sinči Roke. Mesto Cuzcu zagotovi prevlado nad sosednjimi dolinami.

## Rojstva
- Atanazij I., pravoslavni konstatinopelski patriarh († 1310)
- Gerhard II. iz Eppsteina, mainški nadškof, knez-elektor († 1305)
- Gottfried Hagen, nemški (kölnski) kronist († 1299)
- Guiraut Riquier, provansalski trubadur († 1292)
- Henrik I., nemški plemič, mecklenburški baron († 1302)
- Henrik III. Beli, poljski plemič, vojvoda Wrocława († 1266)
- Henrik Kastiljski, kastiljski princ († 1303)
- Hu Sanxing, kitajski zgodovinar († 1302)
- Ivan II., baron Bejruta († 1264)
- Jacopone da Todi, italijanski frančiškan, dramaturg, pesnik († 1306)
- Jakob od Svetega Jurija, angleški arhitekt in kamnosek († 1309)
- Jaroslav III. Jaroslavič, tverski knez, vladimirski veliki knez († 1271)
- John Peckham, canterburyjski nadškof, teolog in matematik († 1292)
- Kajdu, vladar Čagatajskega kanata († 1301)
- Konrad von Feuchtwangen, veliki mojster vitezov križnikov († 1296)
- Konstanca Štaufovska, nemška princesa, nikejska cesarica († 1307)
- Niccolò Polo, beneški trgovec, oče Marka Pola († 1294)
- Odo Burgundski, grof Neversa in Auxerreja († 1266)
- Rudolf I., mejni grof Badna († 1288)
- Švarnas, veliki knez Litve († okoli 1269)
- Vitelij, poljski teolog, naravoslovec († 1314)

## Smrti
- 30. januar - Pelagij Galvani, španski papeški legat, križar (* 1165)
- 14. marec - Pietro Ziani, 42. beneški dož (* 1153)
- 2. maj - William de Braose, kambronormanski plemič (* 1197)
- 28. julij - Leopold VI., avstrijski vojvoda (* 1176)
- 9. september - Sigfrid II. Eppsteinski, nadškof Mainza (* 1165)
- 24. september - Alfonz IX., kralj Leona (* 1170)
- 15. december - Otokar I. Pšemisl, češki kralj (* 1155)
- 23. december - Berengarija Navarska, angleška kraljica, soproga Riharda I. (* 1165)
- Azo iz Bologne, italijanski pravnik (* 1150)
- Dimitrij Montferraški, kralj Soluna (* 1205)
- Garin de Montaigu, 13. veliki mojster vitezov hospitalcev
- Kešab Sen, bengalski hindijski kralj
- Manko Kapak, prvi inkovski vladar
- Samuel ibn Tibon, francoski judovski teolog, filozof, prevajalec (* 1150)
- Sibila Lusignanska, ciprska latinska princesa, armenska kraljica (* 1198)
- Xia Gui, kitajski slikar
- Walther von der Vogelweide, nemški pesnik (* 1170)